# Anarrhinum bellidifolium
El acicate de olor (Anarrhinum bellidifolium) es una planta de la familia de las plantagináceas.

## Descripción
Planta de entre 20-80 cm, erguida, sin pelos. Con uno o varios tallos muy ramificados en la parte superior. Hojas de dos tipos (heteromorfas): las inferiores, mucho más grandes, se van ensanchándo poco a poco desde el o los tallos, hasta adquirir, más o menos, forma de espátula, de borde dentado, forman una roseta sobre el suelo. Las del tallo crecen alternándose y suelen dividirse en tres partes o lóbulos alargados. Las flores, de delicado color azul, lila claro, aunque los labios o borde de la flor suele presentar un color blanquecino, a veces presentan la flor totalmente blanca, crecen en un alargado racimo. Son irregulares, (zigomorfas) y presentan por debajo un pequeño espolón curvado. El cáliz con sépalos agudos y tan largos como el espolón. El fruto en forma de cápsula globosa de unos 3 mm de diámetro.

## Distribución y hábitat
En el suroeste de Europa y por tanto también en la península ibérica. Crecen muy abundantes entre los cantos, en sus fisuras o en los arenales del cauce seco de los ríos. Sus hermosas hojas inferiores, que le dan el nombre científico ( bellidifolium), aparecen ya en el invierno y florece largamente desde la primavera hasta entrado el verano.
Citología
Número de cromosomas de Anarrhinum bellidifolium (Fam. Scrophulariaceae) y táxones infraespecíficos
Anarrhinum bellidifolium (L.) Willd.
n=9.
2n=18.

## Sinonimia
| - Anarrhinum anarrhinum Druce - Anarrhinum asturicum Pau - Anarrhinum intermedium C.Simon - Anarrhinum linnaeanum Jord. & Fourr. - Anarrhinum lusitanicum Jord. & Fourr. - Anarrhinum violaceum Dulac | - Dodartia linaria Mill. - Linaria bellidifolia (L.) Dum.Cours. - Simbuleta bellidifolia - Simbuleta lusitanica (Jord. & Fourr.) Merín - Simbuleta composita Pau |

## Nombres comunes
- Castellano: acicates de olor, espuela de Adonis, linaria olorosa, linaria olorosa de flores azules, linaria olorosa de flores encarnadas.[4]